# Florencio Armando Colín Cruz
Florencio Armando Colín Cruz (* 27. Oktober 1950 in Acambay, Bundesstaat México, Mexiko) ist ein mexikanischer Geistlicher und römisch-katholischer Bischof von Puerto Escondido.

## Leben
Florencio Armando Colín Cruz empfing am 22. April 1982 durch den Erzbischof von Mexiko-Stadt, Ernesto Kardinal Corripio y Ahumada, das Sakrament der Priesterweihe.
Am 27. November 2008 ernannte ihn Papst Benedikt XVI. zum Titularbischof von Thimida Regia und bestellte ihn zum Weihbischof in Mexiko-Stadt. Der Erzbischof von Mexiko-Stadt, Norberto Kardinal Rivera Carrera, spendete ihm am 28. Februar 2009 die Bischofsweihe; Mitkonsekratoren waren der Apostolische Nuntius in Mexiko, Erzbischof Christophe Pierre, und der Erzbischof von Tlalnepantla, Carlos Aguiar Retes.
Am 16. Februar 2019 ernannte ihn Papst Franziskus zum Bischof von Puerto Escondido. Die Amtseinführung fand am 4. April 2019 statt.